# 6697 Celentano
6697 Celentano eller 1987 HM1 är en asteroid i huvudbältet som upptäcktes den 24 april 1987 av den tjeckiske astronomen Zdeňka Vávrová vid Kleť-observatoriet. Den är uppkallad efter den italienska skådespelaren och artisten Adriano Celentano.
Asteroiden har en diameter på ungefär 15 kilometer.